# Бенгалуру (футбольный клуб)
«Бенгалуру» — профессиональный футбольный клуб из Бангалора (Карнатака, Индия), выступающий в Индийской суперлиге, куда перебрался из чемпионата Индии (Ай-лиги) перед сезоном 2017/18.

## История
Основанный в 2013 году клуб уже в дебютном сезоне становится чемпионом Индии.

## Селекционная работа
Клуб проводит программы развития футбола среди молодёжи города. В апреле 2014 года была создана первая футбольная школа футбольного клуба «Бенгалуру».

## Тренеры
- Эшли Вествуд — 2013-16
- Альберт Рока — 2016-18
- Карлес Куадрат — 2018-2021
- Марко Пеццаюоли — 2021-2022
- Саймон Грейсон — 2022-н.в.

## Достижения
- Кубок АФК

2-е место — 2016
- Чемпионат Индии

1-е место — 2013-14, 2015-16 

2-е место — 2014-15
- Индийская суперлига

1-е место — 2018-19 

2-е место — 2017-18, 2022-23
- Кубок Индии

Победитель — 2014-15, 2016-17
- Индийская Суперкопа

Победитель- 2017-18